# Uffes Blås Brass Band
Uffes Blås Brass Band är ett svenskt brassband. Uffes Blås Brass Band tävlar i elitdivisionen vid Svenska brassbandfestivalen. 2017 slutade man på fjärde plats med Andreas Kratz som dirigent.